# Raymond Perrin
Pour les articles homonymes, voir Perrin.
Raymond Perrin est un auteur français né à La Bresse (Vosges) le 29 avril 1940.
Essayiste et chercheur, il a publié une demi-douzaine d'ouvrages, essentiellement consacrés au domaine de la littérature jeunesse.
Jean-Paul Gourévitch, dans son Abcédaire illustré de la Littérature Jeunesse publié en 2013, considère l'auteur comme un « spécialiste indépendant de la littérature de jeunesse en général et du roman pour la jeunesse en particulier. Ses ouvrages publiés chez L'Harmattan constituent une étourdissante mine d'informations ».

## Presse
Il a collaboré au supplément littéraire du quotidien vosgien La Liberté de l'Est de 1983 à 2004. Il y a surtout publié des articles et des dossiers consacrés à Arthur Rimbaud et au romancier Pierre Pelot. 
Intéressé depuis toujours au développement et à l'histoire de la littérature pour la jeunesse et de la presse juvénile, il participe volontiers à des revues ou à des sites Internet publiant ses mises à jour sur l'évolution de ces journaux.  

## Essais sur la littérature de jeunesse
Le premier essai publié : Un siècle de fictions pour les 8 à 15 ans en 2011 (réédité en 2002, 2003 et 2005), constitue pour Jacques Baudou « un ouvrage-fleuve qui met l’accent sur les collections qui ont fait date ». En Belgique, Daniel Delbrassine note « une érudition phénoménale » et « une volonté quasi pédagogique » tandis que Lucie Cauwe salue « un époustouflant tableau de la littérature de jeunesse au siècle dernier » et « un travail de titan qui constitue une merveilleuse base de données ».  « Coup de cœur », en 2003, pour Christian Grenier, ce dernier relève « une monumentale analyse » qui s’achève « sur une série de glossaires ».  En 2004, à propos de cette même édition 2003, Olivier Piffault considère qu’il s’agit « probablement de la somme la plus complète sur la question ». Jean-Luc Buard estime que « cet ouvrage constitue un minutieux panorama chronologique de toutes les catégories de publications juvéniles. »
Pour Harry Morgan, relevant « une scrupuleuse histoire de la presse et de l’édition de bande dessinée », « l’érudit et le chercheur utiliseront Un siècle de fictions pour les 8 à 15 ans » pour son histoire extrêmement fouillée des éditeurs et des publications. 
Réédité et considérablement augmenté sous le titre : Fictions et journaux pour la jeunesse au XXe siècle en 2009 puis en 2014, l’essai est chroniqué par Guillemette Tison remarquant que « d’utiles annexes aideront cette lecture référentielle : outre l’index des noms, une liste des héros récurrents de la littérature de jeunesse, une liste des pseudonymes souvent empruntés par les auteurs, une chronologie, une bibliographie et, surtout, une table des matières détaillée. »      
Littérature de jeunesse et presse des jeunes au début du XXIe siècle prend naturellement la suite de l’ouvrage précédent. Pour Véronique Delarue, c’est « un incontournable outil de formation et de référence sous forme d’un état de lieux, de l’édition, des événements éditoriaux, des genres et des divers supports de la littérature de jeunesse (fiction) de 2000 à 2006 ».  Dès la parution de Histoire du polar jeunesse. Romans et bandes dessinées, en 2011, Mathilde Lévêque déclare : « Voici une histoire du roman policier pour la jeunesse qui rend compte de l’évolution, de la grande richesse et de la variété d’un genre finalement admis dans sa diversité et sa légitimité ».
Sur le site international Ricochet, Catherine Gentile constate qu'« en dix chapitres très documentés, fourmillant de références très précises, l’auteur déroule l’histoire de ce que d’aucuns ont appelé ce mauvais genre. » 
Selon Annick Lorant-Jolly, l’essai « comble un manque avéré puisque les amateurs ou les spécialistes n’avaient jusqu’alors aucun ouvrage de référence à consulter ». En 2012, Isabelle-Rachel Casta  déclare : « Pour percevoir l’étendue et la complexité de la production policière pour l’enfance, on se plongera sans délai dans la « somme » écrite par Raymond Perrin (…). Un trésor d’érudition. »   

## Autres publications plus éclectiques
L’auteur continue de manifester son intérêt pour les livres et journaux pour la jeunesse comme le prouve l’adaptation libre, lisible par la jeunesse, de L’Épopée du roi Gilgamesh et de son ami Enkidou, un des plus vieux récits de l’humanité.
Exploitant les richesses de sa « rimbaldothèque » constituée depuis les années 1960, Raymond Perrin a réussi le pari d’écrire tout un essai sur une seule lettre de Rimbaud, une des plus longues qui nous soient parvenues. Dernier courrier européen, La Lettre de Gênes  du 17 novembre 1878 raconte le voyage effectué par Rimbaud de Charleville à Gênes, en passant par le Gothard franchi à pied dans une tempête de neige. D’où le titre de l’essai : Rimbaud : un pierrot dans l’embêtement blanc, paru en 2009, revu en 2013 pour une transcription plus exacte de La Lettre. 
L’intérêt pour Rimbaud se concrétise une deuxième fois grâce à l’essai : Rimbaud et la rimbaldo-fiction qui s’attache au personnage de Rimbaud tel qu’il est imaginé ou fantasmé, parfois de façon délirante, dans toutes sortes de récits écrits, dessinés, filmés ou chantés depuis plus d’un siècle.
La lecture poursuivie sur plus d’une quarantaine d’années de tous les romans en tout genre de Pierre Pelot débouche naturellement en 2016 sur un ouvrage d’analyse et de synthèse intitulé Pierre Pelot L’écrivain raconteur d'histoires, un essai accompagné de 24 pages d’illustrations. 

## Publications

### Ouvrages
- Littérature de jeunesse et presse des jeunes au début du XXIe siècle, L'Harmattan, 2007, 558 p.  (ISBN 978-2-296-05257-4).
- Histoire du polar jeunesse : romans et bandes dessinées, L'Harmattan, 2011, 252 p.  (ISBN 978-2-296-54156-6).
- Un siècle de fictions pour les 8 à 15 ans (1901-2000) à travers les romans, les contes, les albums et les publications pour la jeunesse, L'Harmattan, 2001, 503 p.  (ISBN 2-7475-0867-6).
- Fictions et journaux pour la jeunesse au XXe siècle, L'Harmattan, 2009, 554 p.  (ISBN 978-2-296-09208-2). Nouvelle éd. 2014, 558 p.  (ISBN 978-2-343-02483-7).
- Rimbaud : un pierrot dans l'embêtement blanc : lecture de la Lettre de Gênes de 1878, L'Harmattan, 2009  (ISBN 978-2-296-09901-2). Nouvelle éd. revue en 2010 et en 2013.
- L'Épopée du roi Gilgamesh et de son ami Enkidou : adaptation libre, L'Harmattan, coll. « La Légende des mondes », 2013  (ISBN 978-2-343-01261-2).
- Pierre Pelot : l'écrivain raconteur d'histoires, L'Harmattan, 2016, 392 p.  (ISBN 978-2-343-08170-0).
- Rimbaud et la rimbaldo-fiction : chance ou malchance pour la rimbaldie, L'Harmattan, 2019, 180 p.  (ISBN 978-2-343-19225-3). Nouvelle édition entièrement revue augmentée d'un Index des noms propres, juin 2020, 192 p.  (ISBN 978-2-343-20568-7)

### Dossiers et numéros spéciaux de revues
- « Pierre Pelot, L'étrange symbiose de la violence et de la tendresse », Les Cahiers de l'Imaginaire no 15-16, 1985.
- « Pierre Pelot, Chasseur d'histoires », Les Cahiers vosgiens no 108, juin 1995, Éditions Gérard Louis.
- « Verlaine et Rimbaud ou le malentendu des lycanthropes », Revue du Comité Erckmann-Chatrian, no 5, 1996.
- « Dylan Stark, le justicier métis », dans Dylan Stark.2, Pierre Pelot, Lefrancq, 1998.
- « Bibliographie commentée des romans de Pierre Pelot » dans L'Assassin de Dieu : anthologie des nouvelles de Pierre Pelot par Claude Ecken, Encrage, 1998.

### Participations à des ouvrages collectifs
- Dictionnaire du roman populaire francophone, sous la direction de Daniel Compère, nouveau monde éditions, 2007.
- Dictionnaire du livre de jeunesse : la littérature d'enfance et de jeunesse en France, sous la direction d'Isabelle Nières-Chevrel et Jean Perrot, Ed. du Cercle de la Librairie, 2013.